# Nestor kea
Nestor kea (Nestor notabilis, maorsky jen kea) je alpinský papoušek z rodu Nestor obývající hornaté oblasti západní části Jižního ostrova Nového Zélandu. Jedná se o jediného alpinského papouška na světě a jednoho z nejinteligentnějších ptáků.
Kea měří okolo 46 cm a váží 800–1000 g. Jeho peří je olivově zelené, pod křídly a na ocase přechází od žluté a červené až po modravou barvu. Je všežravec. Živí se převážně rostlinnou stravou (vedle listů pojídá i bobule, kořínky a nektar), kterou doplňuje larvami a savci. Napadání ovcí ho v minulosti dostalo do konfliktu s ovčími farmáři, novozélandská vláda v 60. letech 19. století dokonce vypsala odměnu za každého zabitého jedince. V následujících přibližně 100 letech bylo zabito až 150 000 papoušků kea. Od roku 1986 je nestor kea chráněný a od roku 2017 je veden na Červeném seznamu ohrožených druhů jako ohrožený taxon. Jeho populace se v roce 2020 odhadovala na 3000–7000 jedinců.
Kea hnízdí v norách pod kořeny stromů a pod balvany, ve snůšce bývají 2–4 bílá vejce. Je znám svou inteligencí a zvědavostí, které mu umožňují přežít v extrémních podmínkách novozélandských Jižních Alp. Kea se naučil používat nástroje, umí vyřešit logické hlavolamy a dokáže pracovat i se statistickými problémy. V Bad Vöslau v Dolních Rakousích je výzkumné středisko, které se zabývá nestory kea a jejich inteligencí. Je chován v četných zoologických zahradách, v Česku je k vidění mj. v brněnské nebo pražské zoo.

## Nomenklatura
Nestor kea byl poprvé popsán anglickým ornitologem Johnem Gouldem v roce 1856. Papouška popsal na základě dvou kůží, které mu do Velké Británie zaslal novozélandský přírodovědec Walter Mantell. Gould přiřadil papouškovi druhové jméno notabilis, celým bionickým jménem tedy Nestor notabilis. Jméno Nestor odkazuje k bájnému hrdinovi řecké mytologie Nestórovi, který byl moudrým rádcem Řeků u Tróje. Druhové jméno notabilis znamená v latině „pozoruhodný” či „hodný zmínky”.
Na Novém Zélandu se papouškovi běžné říká jeho maorským jménem kea. Maorové často pojmenovávali ptáky na základě zbarvení jejich peří, chování či jejich vokalizace. Pojmenování „kea” odkazuje ke zvuku, kterým se papoušci zdraví, a který by se dal popsat jako keee aaa, resp. kíí-á kíí-á. Slovo kea se v angličtině používá pro jednotné i množné číslo.
Rod Nestor, kam se řadí nestor kea, zahrnuje čtyři druhy:
- Nestor kea (Nestor notabilis)
- Nestor kaka (Nestor meridionalis)
- Nestor úzkozobý (Nestor productus) – vyhynulý
- Nestor chathamensis – vyhynulý

Fylogeneze rodu Nestor

|  | \| \| Nestor úzkozobý \| \| \| \| \| \| Nestor kaka \| \| \| \| |
|  |                                                                 |
|  | Nestor chathamensis                                             |
|  |                                                                 |
|  | Nestor úzkozobý                                                 |
|  |                                                                 |
|  | Nestor kaka                                                     |
|  |                                                                 |

|  | Nestor úzkozobý |
|  |                 |
|  | Nestor kaka     |
|  |                 |

|  | \| \| Nestor kea \| \| \| \| |
|  |                              |
|  | Nestor kea                   |
|  |                              |

|  | Nestor kea |
|  |            |

|  | \| \| Nestor úzkozobý \| \| \| \| \| \| Nestor kaka \| \| \| \| |
|  |                                                                 |
|  | Nestor chathamensis                                             |
|  |                                                                 |
|  | Nestor úzkozobý                                                 |
|  |                                                                 |
|  | Nestor kaka                                                     |
|  |                                                                 |

|  | Nestor úzkozobý |
|  |                 |
|  | Nestor kaka     |
|  |                 |

|  | \| \| Nestor kea \| \| \| \| |
|  |                              |
|  | Nestor kea                   |
|  |                              |

|  | Nestor kea |
|  |            |

Rod Nestor je jediný druh podčeledi Nestorinae, která se řadí do čeledi kakapovití (Strigopidae). Čeleď kakapovitých kromě rodu Nestor tvoří ještě rod Strigops (v podčeledi Strigopinae) s jediným druhem kakapem sovím (S. habroptila), nejbližším společným příbuzným rodu Nestor. Podle jiné systematiky tvoří nestorové vlastní čeleď Nestoridae, která společně s čeledí kakapovitých Strigopidae tvoří nadčeleď Strigopoidea. Nestorové a kakapové představují sesterskou větev vůči všem ostatním papouškům. Samotné linie nestorů a kakapů se na Novém Zélandu rozdělily před 23 až 29 miliony lety. Nestor kea se od nestora kaky (Nestor meridionalis) oddělil před asi 2,3 až 4,4 miliony let.

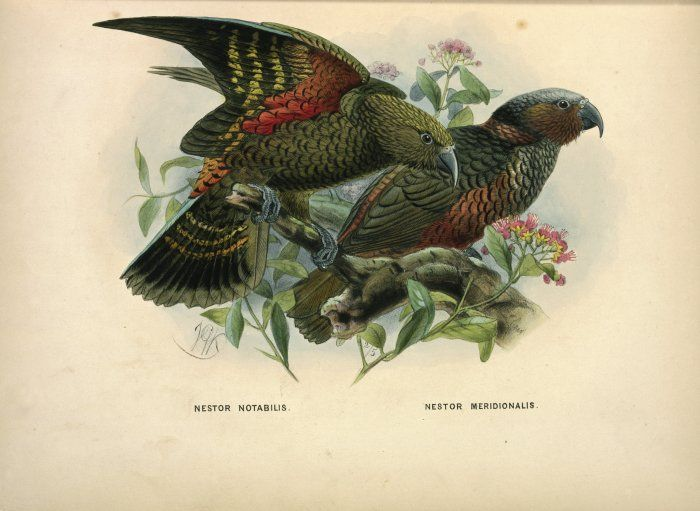
Nestor kea vedle nestora kaky na ilustraci nizozemského autora Johna Gerrarda Keulemanse z roku 1873

Podle klasického výkladu vývoje rodu Nestor se nestor kaka považuje za nížinatého papouška, zatímco nestor kea je považován za alpinský druh. Studie publikovaná v roce 2014 však upozorňuje na to, že toto dělení není zcela černobílé. Kosterní pozůstatky nestora kea z nížinatých oblastí Severního ostrova z období holocénu napovídají, že kea původně nemusí být striktně alpinský papoušek a vývoj obou druhů je mnohem komplexnější. Tuto tezi podporuje i řada kosterních pozůstatků z Canterburských plání Jižního ostrova.

## Popis

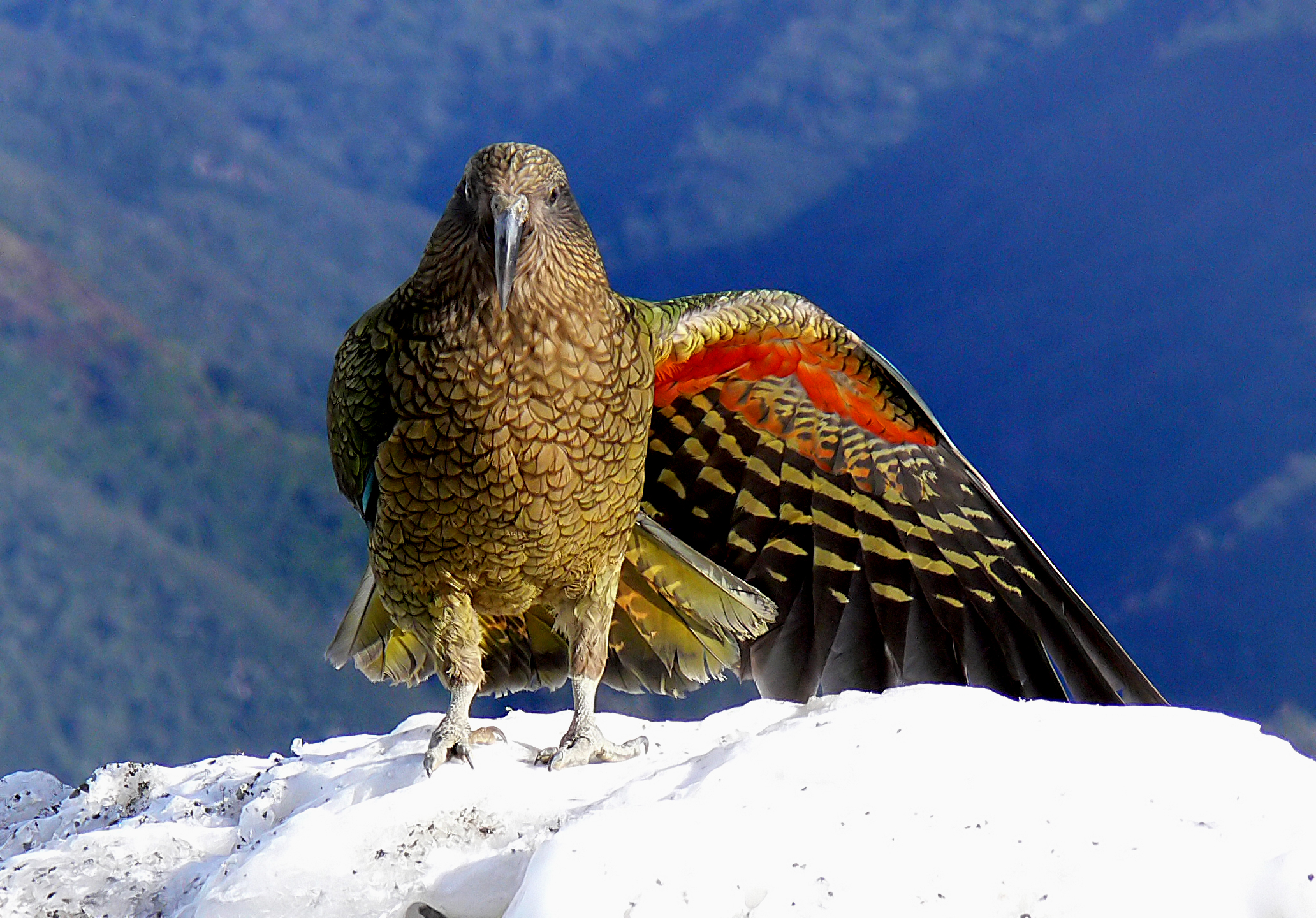
Peří z vnitřní strany křídel přechází ze žluto-červené do černé barvy

Nestor kea je poměrně statný druh papouška. S výškou okolo 46 cm a váhou 800–1000 g se jedná o největšího létavého suchozemského ptáka Nového Zélandu. Větším, avšak nelétavým novozélandským papouškem je kakapo soví. Rozpětí křídel nestora kea přesahuje 1 metr.
Peří samce i samice je převážně olivově zelené černé, ruční letky modré. Toto zbarvení umožňuje papouškovi dobře splynout s jeho přirozeným prostředím. Vnitřní strana křídel je sytě červeno-oranžová s černými a žlutými pruhy na letkách. Byly pozorovány i žlutí albinotičtí jedinci, taková pozorování jsou však vzácná. Ocasní pera jsou modro-zelená s černým zakončením. Šedě zbarvený horní zobák, který je dlouhý a zahnutý, je mnohem delší než dolní zobák. Okruží kolem očí, ozobí a končetiny jsou rovněž šedé.
Pohlavní dimorfismus je nevýrazný. Samci jsou o cca 5 % větší než samice a mají o zhruba 12–14 % delší zobák. Samičí horní zobák je méně zahnutý. Mladé jedince lze rozpoznat podle žlutě zbarvených okruží a ozobí, žlutě-oranžového dolního zobáku a šedozelených končetin.
Papoušek vydává mimo jiné dlouhý, hlasitý, vysoce posazený zvuk připomínající volání kíí-á. Vedle tohoto kontaktního hlasu bylo popsáno dalších 6 různých zvuků, včetně tzv. „warble“, který slouží k zahájení her . Mladí jedinci vydávají méně stabilní zvuk a spíše připomínají výskání či kvílení.

## Výskyt

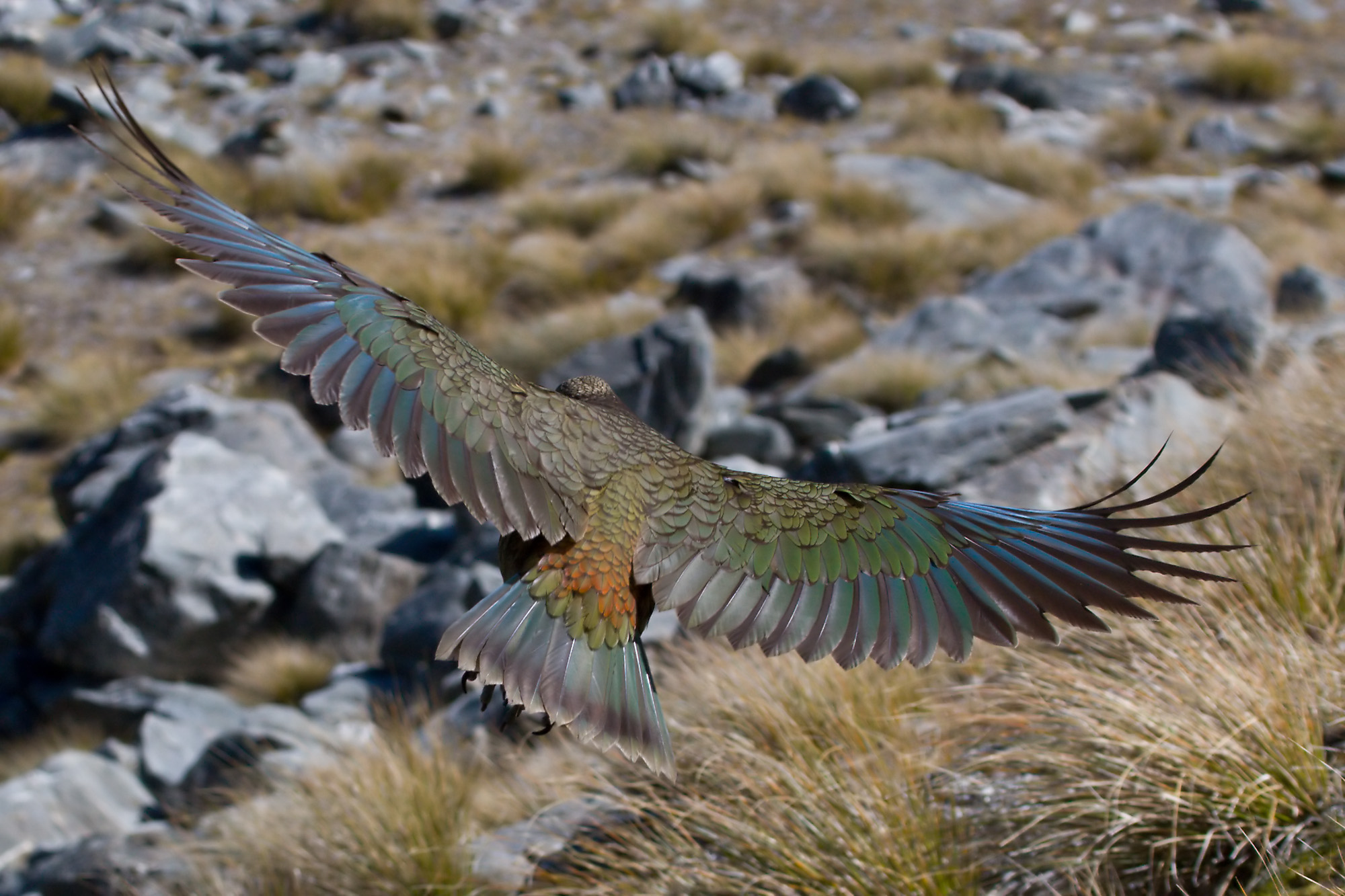
Kea za letu

Nestor kea se vyskytuje od nížinatých údolí a lesů na západním pobřeží Jižního ostrova až po vrcholky alpských oblastí národních parků Arthur's Pass a Aoraki / Mount Cook. Lze ho spatřit pouze na západní části ostrova, která je pokryta horami a propojena původními pabukovými lesy. Byl pozorován od nejsevernějšího cípu Jižního ostrova u majáku Farewell Spit až po nejjižnější oblasti ostrova v jižním Fiordlandu. Potravu si obstarává ve všech typech pralesů, v subalpinské kleči, mezi trsy trávy a na bylinných polích.
Kea se nevyskytuje na Severním ostrově. Nedávné fosilní nálezy však prokazují, že před více než 10 000 lety se papoušek vyskytoval i tam. Vedle bažiny Poukawa, známého fosilního naleziště nedaleko města Hastings, byly kosterní pozůstatky papouška nalezeny i na dalších místech. Pokud nestoři kea v minulosti obývali Severní ostrov, jejich vyhynutí lze přičíst na vrub zavlečené kryse ostrovní a maorským lovcům. Ve světle zmíněných objevů pronesl kurátor Regionálního muzea Whanganui Mike Dickinson myšlenku, že by se nestorové kea mohli reintrodukovat na Severní ostrov. „Na Mt. Ruapehu by se jim dařilo dobře,” prohlásil.
Určit počet nestorů kea ve volné přírodě je značně obtížné kvůli těžce přístupnému terénu, těžko předvídatelného chování a nízké hustoty výskytu. V roce 1986 byla celková populace odhadována na 1000–5000. O šest let později byl odhad celkové populace kolem 15 000 jedinců. Ministerstvo památkové péče odhaduje, že k roku 2020 zbývá ve volné přírodě 3–7 tisíc nestorů kea.

## Chování
Kea hraje důležitou roli v alpském ekosystému jako roznašeč semen. Pro 12 % alpských druhů rostlin je jediným roznašečem. Byl mnohokrát pozorován, jak požírá mršiny, což z něj dělá výborného „čističe” ekosystému.

### Potrava

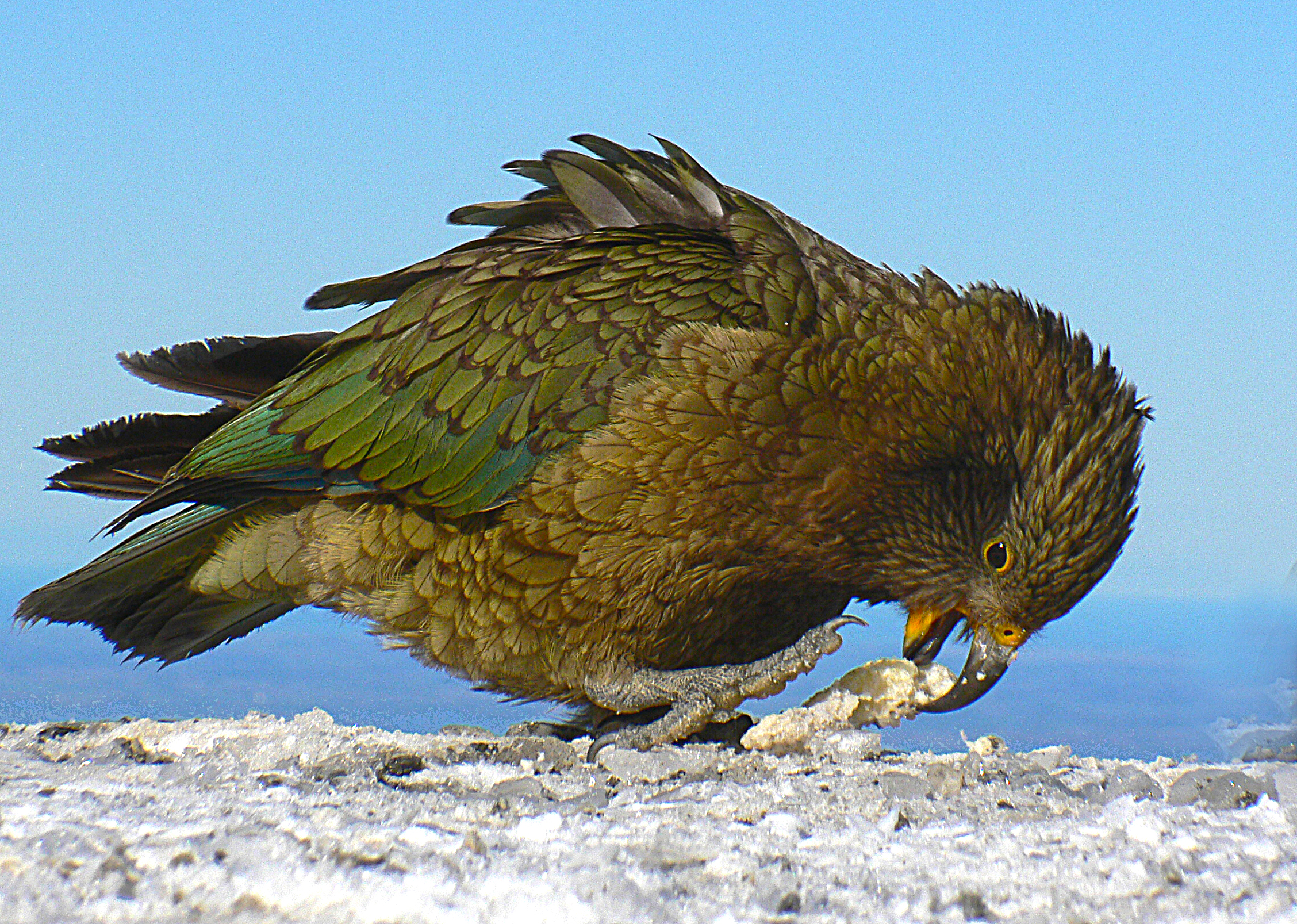
Kea při pojídání potravy

Nestor kea je všežravec s pestrým jídelníčkem. Živí se většinou rostlinnou potravou, kterou doplňuje hmyzem, mršinami, larvami a savci.
Nejdůležitějším zdrojem potravy jsou bukvice pabuků, které kea získává přímo v korunách stromů. Bukvice však nejsou dostupné po celý rok, a tak kea hledá zdroje potravy i jinde. Na jaře pojídá kvetoucí alpinské rostliny, mj. rodu Celmisia. V létě hoduje na oranžových bobulích korálovek a červených plodech stromů Podocarpus laetus. Stravu doplňuje množstvím bezobratlých živočichů jako jsou kobylky, housenky a další. Na podzim se nestor krmí převážně bukvicemi pabuků, avšak nadále pojídá i rostliny a hmyz. V zimních měsících (od června do září), kdy je největší nedostatek potravy, se nestoři krmí převážně v lese, kde hledají zbylé bobule. V zimních měsících dochází v populaci nestorů k největší úmrtnosti následkem vyhladovění. K dalším oblíbeným rostlinám nestorů patří bobule rostlin rodů Coprosma a Cyathodes, alpinská rostlina Podacarpus nivalis a semínka a pupeny místních pabuků (Nothofagus solandri a Nothofagus menziessi).
Studie z roku 1988, která se zabývala potravním chováním nestorů kea, zkoumala populaci v pohoří Craigieburn v Canterbury. Autorka studie vypozorovala, že až 70,5 % potravy zkoumaných jedinců tvořily rostliny; z terénního výzkumu však nebylo jasné, zda konzumace rostlin odrážela preferenci papouška či dostupnost potravy. Podle jiných studií tvoří rostlinná potrava až 96 % jídelníčku papouška.
Občas požírá i menší ptáky – bylo pozorováno, jak plení hnízda buřňáka Huttonova a hoduje na jeho mláďatech. U lidských sídlišť často přebírá odpadky a vyjídá z nich zbytky jídla. Nestoři pojídají celé rostliny včetně květů, semínek, kořene, listů, stonků, nektaru a ovoce.

#### Ovce

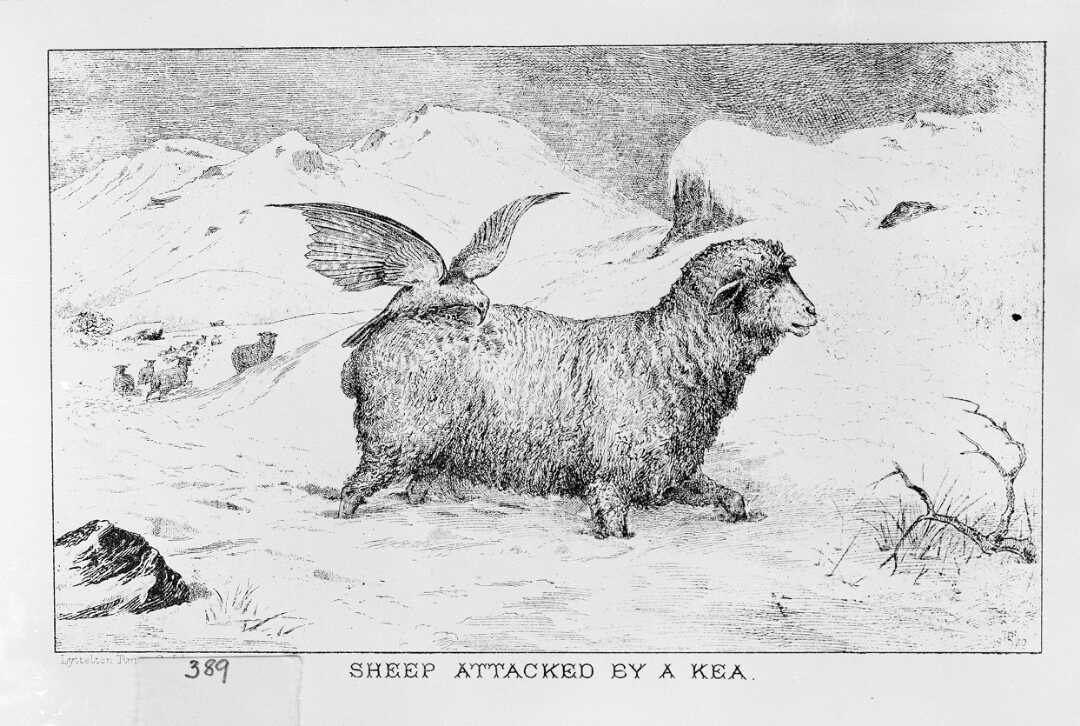
Ilustrace zobrazující nestora kea jak napadá ovci v oblasti ledvin. Neznámý autor, 1882

Již od 19. století se diskutovala otázka, zda kea napadá i ovce, které jsou na Novém Zélandu velmi hojné. V 60. letech 19. století, kdy se ovčí farmáři začali přesouvat z nížin i do vysokohorských oblastí, byly poprvé spatřeny ovce s neobvyklými zraněními v oblasti beder. Farmáři měli nejdříve za to, že se jedná o nový druh nemoci, jejich podezření však brzy padlo na nestory kea. James MacDonald, hlavní ovčí farmář Wanaka Station, byl svědkem útoku nestora na ovci. Dle jeho vlastních slov není zřejmé, zda se stal prvním člověkem, který kdy viděl, jak nestor kea napadá ovci, byl však prvním, kdo to nahlásil. Jak se objevovala další svědectví o nestorech kea útočících na ovce, vědecká komunita v čele Alfredem Wallacem to brzy přijala jako fakt a sám Wallace zmínil MacDonaldovo svědectví ve své knize Darwinism z roku 1899.
Přírodovědec Thomas Potts v roce 1895 poznamenal, že papouškovy útoky na ovce jsou nejčastější v zimě, a to na jedince, kteří mají dvouleté rouno a jsou zapadlí ve sněhu. Naopak ovce bez rouna za teplého počasí byly napadány jen zřídka. I přes řadu svědectví o nestorech kea napadajících ovce, část vědecké komunity zůstala skeptická. Například zoolog J. R. Jackson v roce 1962 napsal, že kea sice může útočit na ovce, avšak pouze na nemocné a zraněné jedince či kusy, které považuje za mrtvé.

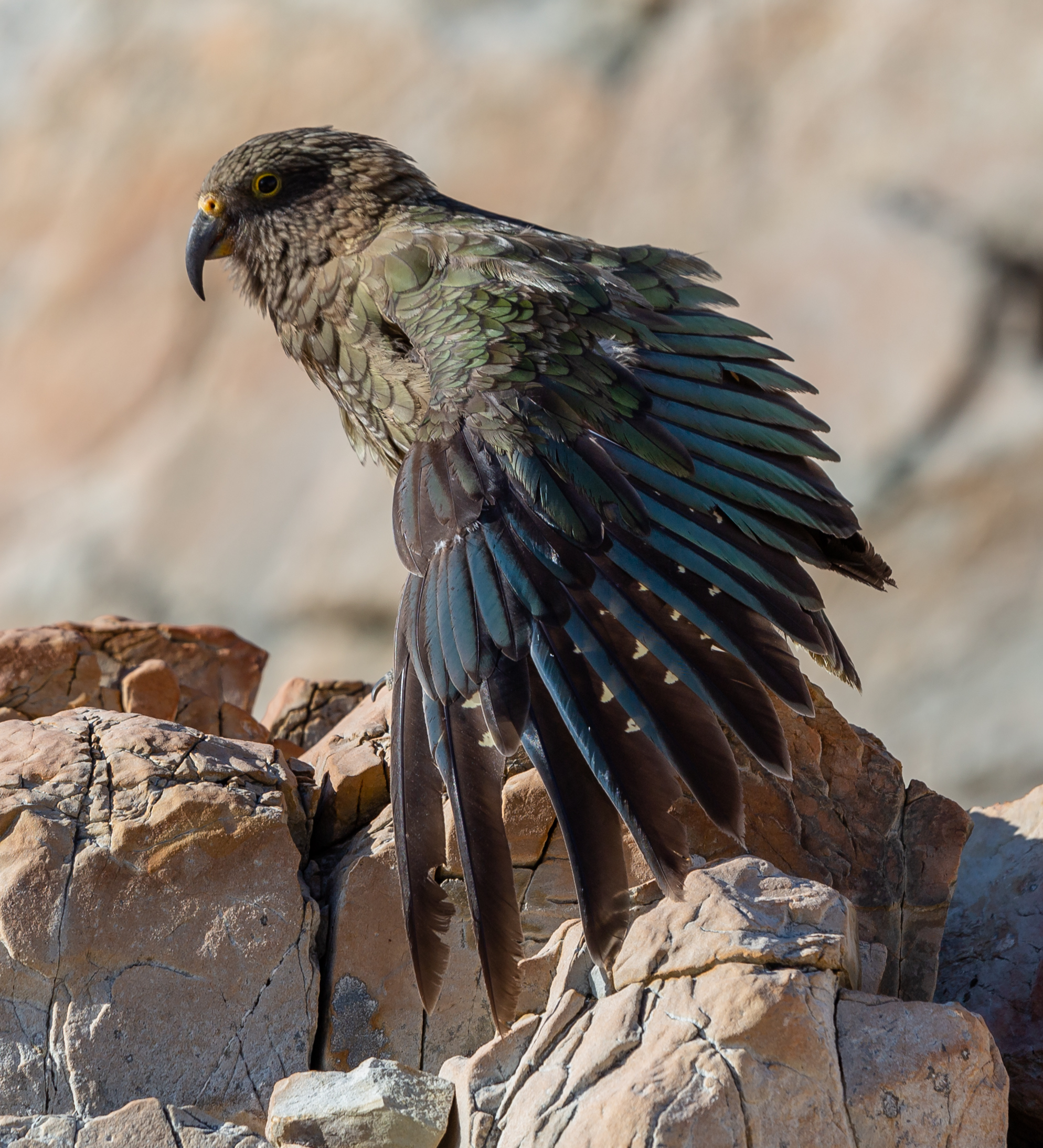
Kea s odhaleným modrým peřím

V srpnu 1992 bylo poprvé natočeno, jak nestor kea napadá zdravé ovce. Video potvrdilo dlouholeté spekulace a nepřímá svědectví, že přinejmenším někteří jedinci napadají živé a zdravé ovce. V roce 2019 vyšla studie, ve které vědci mezi lety 2012–2013 zkoumali vybrané vysokohorské farmy s předchozími svědectvími o útocích nestora kea na ovce. Ze zkoumaného vzorku 13 978 ovcí jich 0,5 % (70 kusů) neslo známky napadení nestory kea.
Jelikož jsou nestorové kea nyní chránění, jejich případné útoky na ovce místní farmáři už tolerují. Dosud není jasné, proč někteří nestorové ovce napadají. Existuje však řada teorií, např. zvědavost, hlad, potřeba doplnit tukové zásoby, podobnost ovcí jiným zdrojům potravy či že nestorové kea nejprve hodují na mrtvých ovcích a teprve postupně se dopracují k tomu, že začnou útočit i na živé kusy. Nepřímá svědectví naznačují, že napadání ovcí lze pozorovat pouze u některých jedinců, jejichž eliminací by se problém mohl vyřešit.
Další nepřímá svědectví vypovídají o tom, že kea napadá králíky, psy a dokonce i koně. Někteří vědci spekulují, že kea mohl v minulosti napadat i moa.

### Rozmnožování

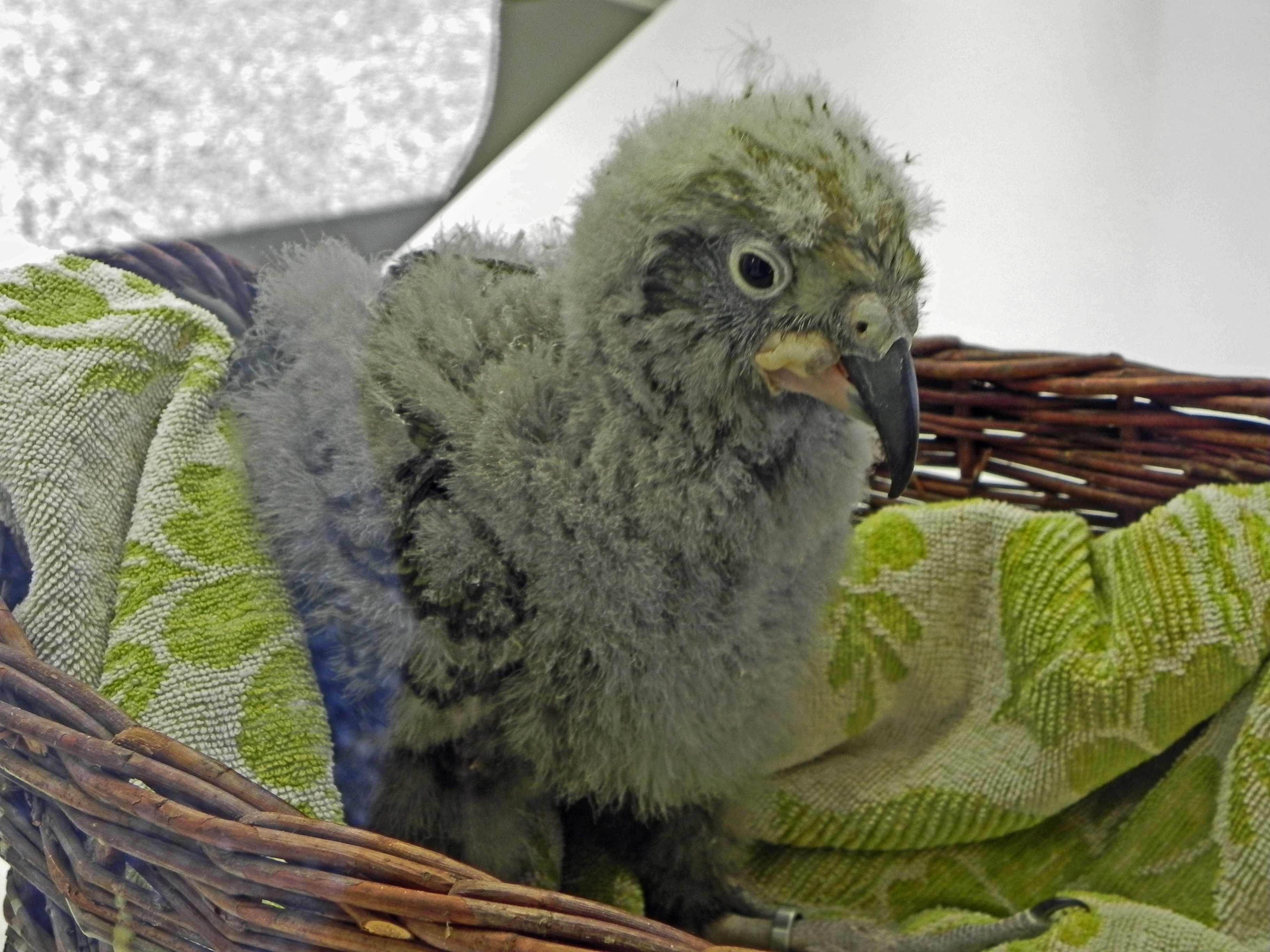
7 týdenní mládě v ptačím parku Walsrode v Německu

Kea hnízdí v přirozeně formovaných norách pod kořeny stromů či ve skalních trhlinách. Hnízdo bývá vystláno peřím, trávou, kůrami stromů, mechem, lišejníky, kapradím a větvičkami. Hnízdní období trvá od července do ledna, přičemž vrchol hnízdění nastává od srpna do října. V jedné snůšce bývají 2–4 bílá vejce o velikosti zhruba 44×33 mm. Inkubační doba je 22–24 dní. Na vejcích sedí pouze samice, zatímco samec pro ni shání potravu.
Samice opouští hnízdo dvakrát denně, aby se nakrmila potravou samce či samostatně. Mláďata jsou po vylíhnutí pokrytá bílým peřím, které je brzy nahrazeno peřím šedého zbarvení. Po 1–2 týdnech začínají mláďata vidět. První 4 týdny po vylíhnutí samec nadále krmí samici, která pak krmí mláďata. Další zhruba 2 měsíce shání potravu pro mláďata samec i samice. Z důvodu nedostatku potravy ve vysokohorských oblastech a neplodnosti vajec, hnízdo po 90–100 dnech typicky opouští 1–2 mláďata.
Po opuštění hnízda zůstávají mláďata na dalších 5–6 týdnů potravně zcela závislí na svých rodičích. V dalších dvou letech se začínají osamostatňovat, avšak proces učení získávání potravy je dlouhý a relativně pomalý. Mladí jedinci až do věku 2 let získávají potravu i pomocí sociální interakce. Přiblíží se k dominantnímu dospělému samci, který si dokáže zajistit potravu samostatně, a úklony mu dají najevo, že mají zájem o jeho jídlo. Samci dosahují pohlavní dospělosti ve 3 až 4 letech, samice se začínají pářit ve 3 letech.

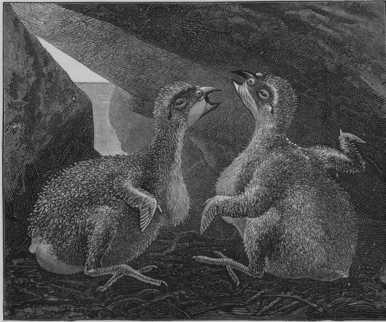
Ilustrace zachycující dvě mláďata v hnízdě (Walter Buller, 1888)

Kea žije v dlouholetých svazcích se stejným partnerem. Občas se objevují zmínky o tom, že je polygamní, resp. že samec má během stejného hnízdícího období více samic, avšak tato pozorování nemají dostatečnou oporu ve vědeckých studiích a bylo by to v rozporu s chováním většiny papoušků. Philip Temple vysvětluje občasné zmínky o polygamii tak, že kea coby extrémně sociální pták často navštěvuje hnízda ostatních jedinců ze svého hejna, což může pozorovateli připadat jako promiskuitní chování.
Mediánový věk papoušků žijících ve volné přírodě se odhaduje na 5 let, přičemž pouze kolem 10 % populace přesahuje věku 20 let. Úmrtnost mladých jedinců je poměrně vysoká – méně než 40 % mladých nestorů kea přežije první rok života. Vysoká úmrtnost a nízká předpokládaná délka života papoušků ve volné přírodě jsou následkem kombinace extrémního počasí novozélandských hor, zavlečených predátorů, nemocí a lidských aktivit. V zajetí se papoušek může dožít 30–40 let. Nejstarší známý jedinec se dožil 50 let.

### Sociální interakce

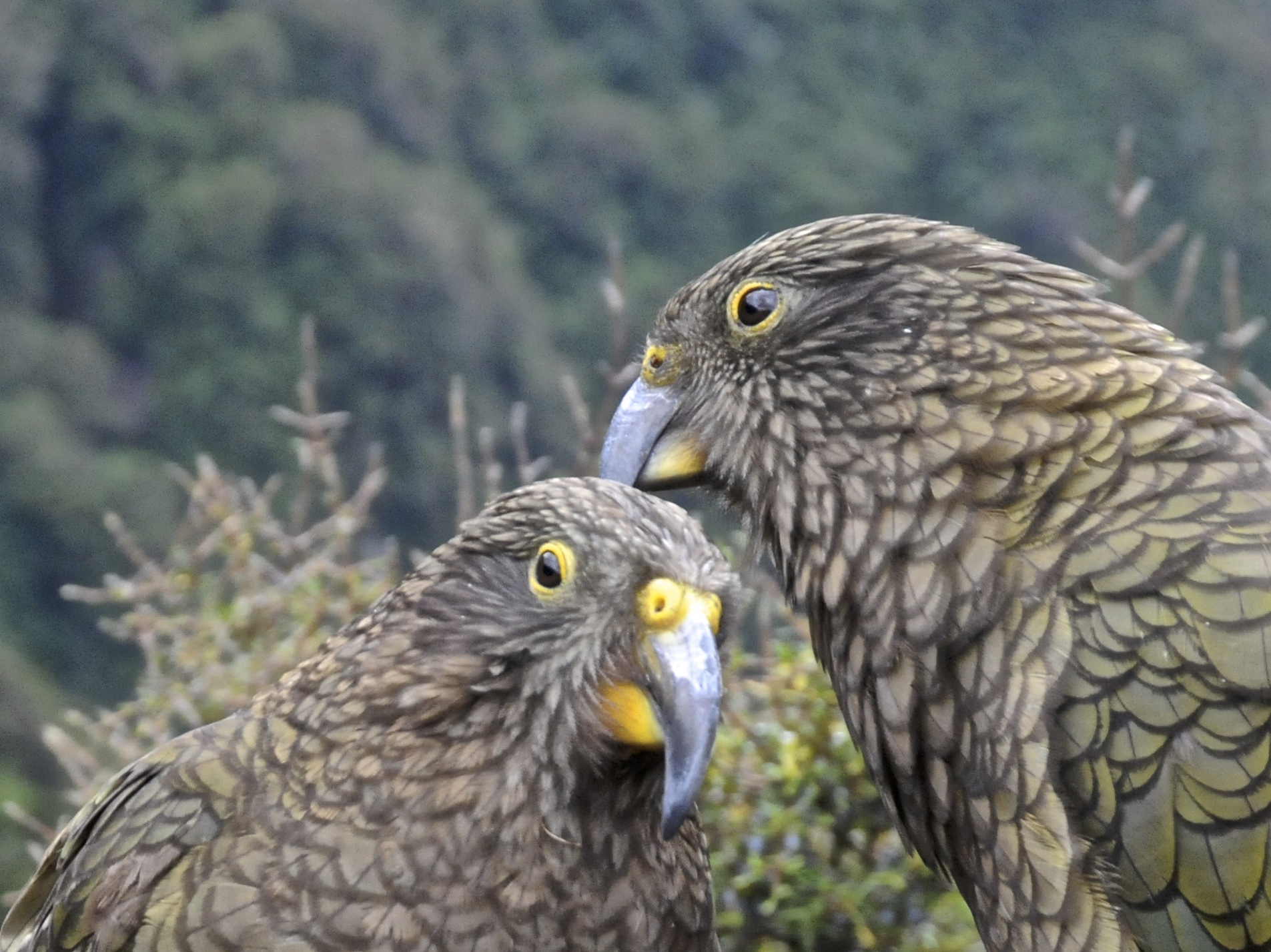
Nedospělí jedinci při vzájemném čištění peří

Nestor kea je společenský pták. Žije v hejnech o počtu 5–15 jedinců. I když byla pozorována hejna až o 50 jedincích, takto početné skupiny jsou vzácné. V rámci hejna existuje poměrně komplexní hierarchie, která nemusí být přísně lineární. Například samec A může dominovat samci B, který dominuje mladému samci C, avšak tento mladý jedinec C může dominovat samci A. Pokusy prokázaly, že dominantní samec může přinutit subdominantního samce ke spolupráci na úkolu, ze kterého bude profitovat pouze dominantní samec.
Soupeření o jídlo, samice a sociální postavení je u samců všudypřítomné. O dominanci soupeří fyzickým napadáním (přetlačováním, pleskáním křídel, klováním, napadáním pařáty aj.), lstmi a hrami. Submisivní jedinci (typicky mladší členové hejna), prokazují svou podřazenost přikrčením a ústupem bokem napřed či odletem od svých agresorů. Dominantní jedinci někdy prokazují svou nadřazenost házením předmětů na submisivní samce. Soupeření mezi mladými jedinci a dospělými samicemi je o něco méně časté, avšak zdaleka není výjimkou.
Sociální interakce je pro nestora kea klíčová k jeho přežití. Podobně jako u vran, ani nestoři totiž nemají většinu svých schopností vrozenou a až přes pozorování a spolupráci v rámci hejna se naučí rozpoznat nebezpečí, jak si obstarat potravu nebo jaké rostliny jsou jedlé.

### Inteligence
Nestor kea je považován za jednoho z nejinteligentnějších ptáků na světě. Vídeňská univerzita ve spolupráci s Vídeňskou univerzitou veterinárního lékařství dokonce provozují Kea Lab, výzkumné zařízení v Bad Vöslau v Dolních Rakousích, které slouží pro výzkum fyzických, sociálních a kognitivních procesů nestorů kea. Není však jediným výzkumným zařízením, který inteligenci nestorů kea zkoumá.
Příklad papouškovy inteligence poskytuje studie z roku 2017, kterou prováděli vědci z Aucklandské univerzity. Badatelé se zabývali otázkou, jakým způsobem kea spolupracuje na řešení problémů. Podle závěrů studie je kea schopen počkat až 65 vteřin na svého partnera, který mu může pomoci vyřešit úkol. Schopnost počkat více než minutu zatím nebyla zaznamenána u žádného jiného tvora než člověka. Vědci rovněž konstatovali, že co se kolaborativních úkolů týče, řešení problémů nestorem kea byly podobně efektivní jako u šimpanzů nebo slonů.

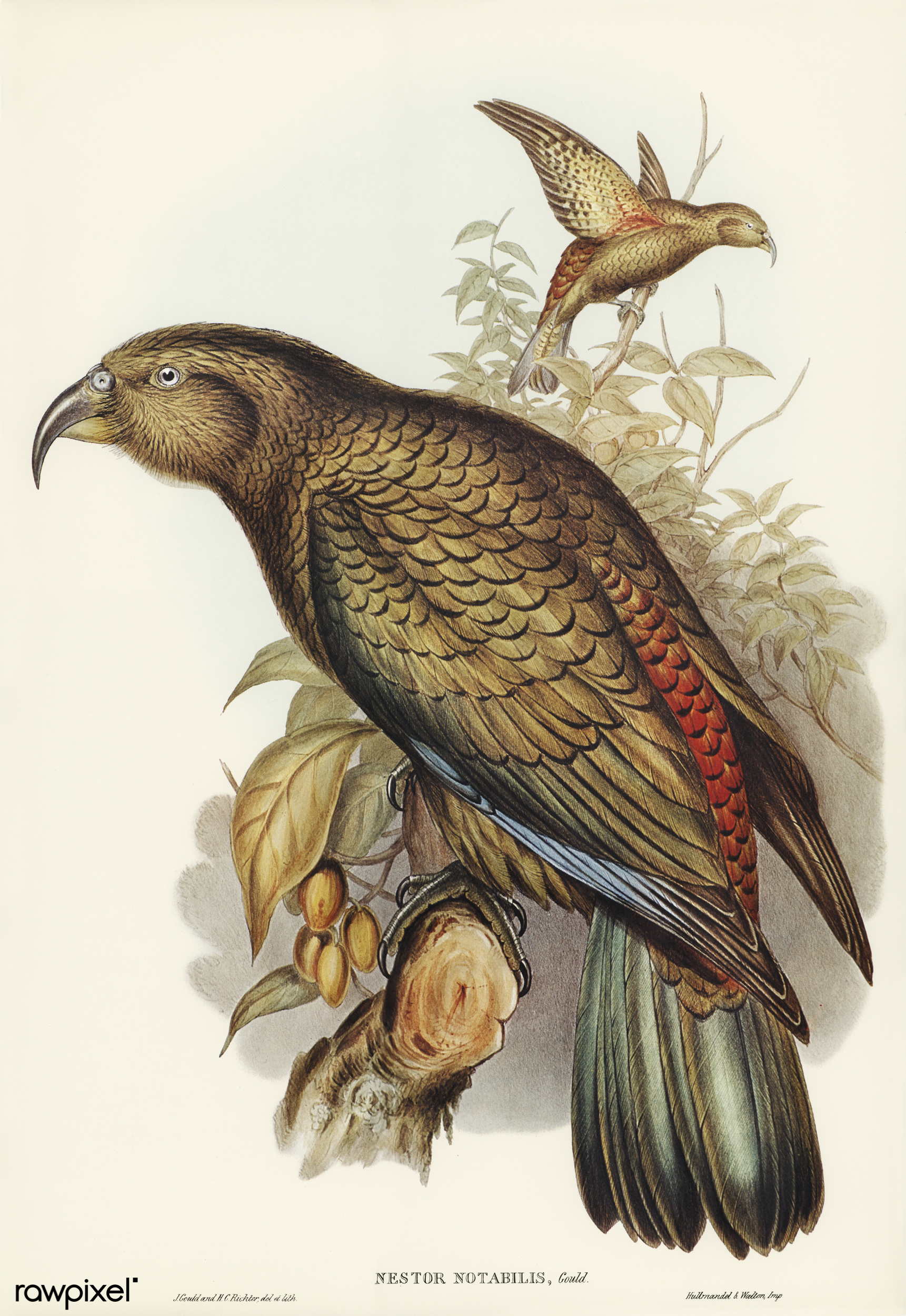
Ilustrace dvou jedinců kea z roku 1869 od Elizabeth Gould

Další příklad inteligence papouška poskytuje studie z roku 2018. Výzkumníci informovali o tom, že nestoři kea v horách Murchison dokázali s pomocí klacíků spustit nejméně 227 pastí a dostat se tak k návnadě, která byla určena k nalákání predátorů. Jeden z autorů studie Matthew Goodman vypověděl, že nestoři kea ke spuštění pastí pečlivě vybírali klacíky potřebné velikosti, ohlodávali je či je jinak uzpůsobovali, aby se jim hodily k prostrčení skrze mřížku pasti a dosáhli tak na její spouštěč. Past po zaklapnutí uvolnila návnadu, kterou nestorové pozřeli. Studie prokázala, že papoušci kea si umí osvojit používání nástrojů, což je u zvířat v divoké přírodě velice vzácné.
Jiná studie z roku 2020 zkoumala, jak kea dokáže pracovat s relativní zkušeností a jak z ní dokáže odvodit obecnější závěry. Pokus byl prováděn na šesti jedincích z Willowbank Wildlife Reserve v Christchurchi. Nestoři kea se dokázali naučit, jaké žetony z nabízených žetonů je potřeba vybrat, aby je s co největší pravděpodobností dovedly k pamlsku, i když „správných” žetonů bylo podstatně méně než těch, které k pamlsku nevedly. Dále si dokázali spočítat, kterou misku je potřeba vybrat k tomu, aby šance na získání pamlsku od přítomného chovatele byla co největší. I když je tento způsob statistického uvažování znám u nemluvňat, ze zvířecí říše byl prokázán vedle nestorů kea jen u šimpanzů.
Hravá a zvídavá povaha dělá z papouška velkou atrakci pro turisty. Kea je občas nazýván „horským klaunem” a s oblibou zkoumá lyže, snowboardy, batohy, boty nebo části aut (typicky těsnění a další gumové části). Nezřídka se stane, že s ukořistěným předmětem uletí. Co vypadá jako zábavná hra, přivádí někdy místní obyvatele a turisty do potíží a způsobuje škody na majetku. V jednom z případů kea ukradl turistovi cestovní pas. Papoušci jsou pro svou drzou povahu často popisováni jako „hubatí” (anglicky cheeky).

## Vztah k lidem

### Maorská tradice

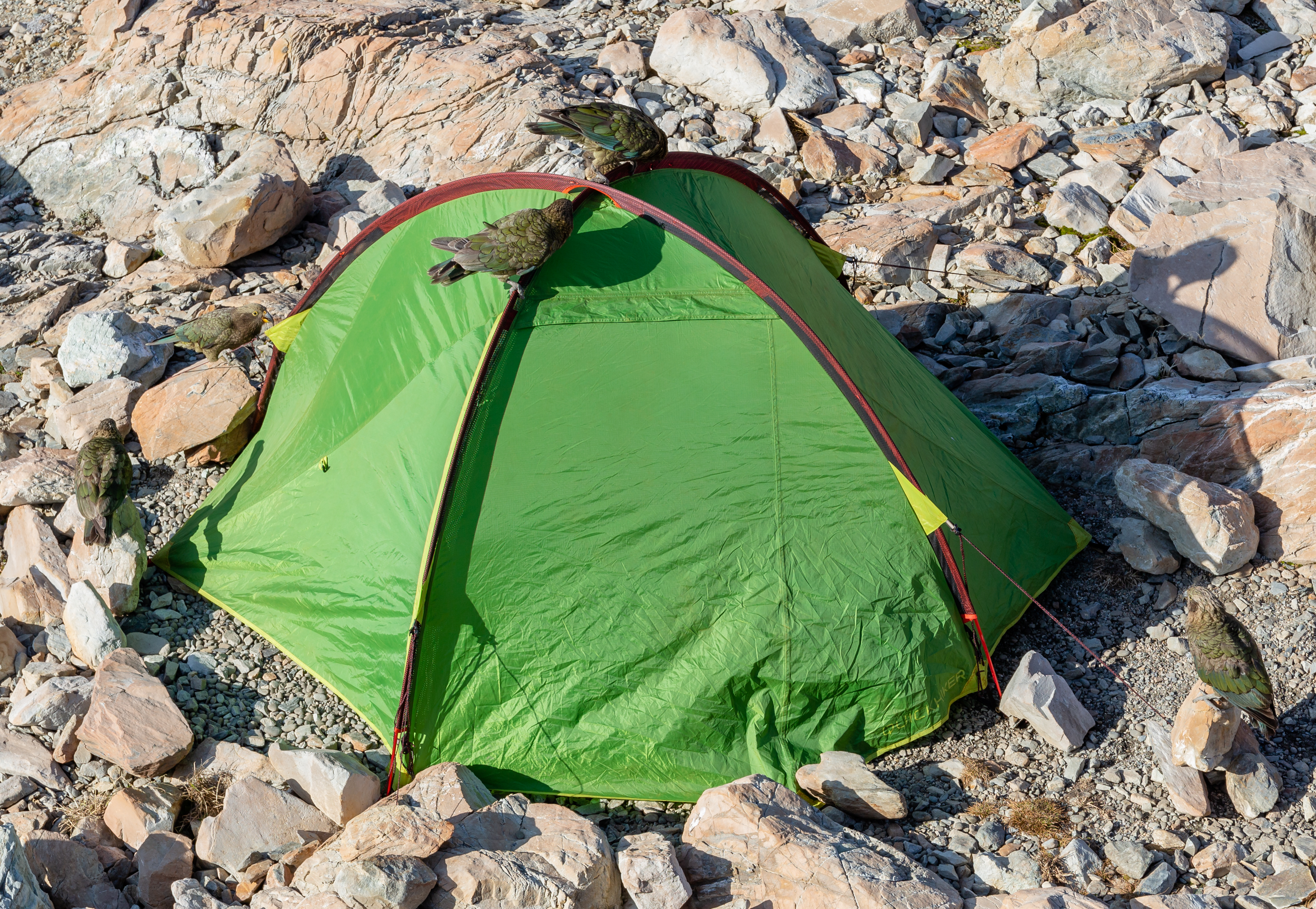
Typický „kea circus” – hejno papoušků se snaží dostat do stanu u Mueller Hut, Národní park Aoraki / Mount Cook

Až zhruba do konce 13. století byl Nový Zéland neobydlen lidmi. S příchodem Polynésanů (později známých jako Maorové) začalo docházet k poměrně razantní proměně krajiny. Maorové začali kácet a vypalovat lesy na východě Jižního ostrova, až ke konci 16. století většina pabukových lesů východních nížin úplně vymizela. Zdá se však, že Maorové neměli na nestora kea takový vliv jako na ostatní ptáky z nížinatých oblastí. Kea se totiž zdržoval hlavně ve vyšších nadmořských výškách, kam Maorové zavítali jen sporadicky – převážně v letních měsících při sběru potravy a hledání pounamu (jadeit).
Maorové s oblibou lovili nestora kaku, jehož zobák a peří používali při výrobě nástrojů a ozdob, avšak kea nebyl pro podobné artefakty ceněn. Člen maorského kmene Nga tahu ve dvacátých letech 20. století vypověděl, že kea nebyl dobrý ani k jídlu, protože jeho maso nemělo žádný tuk. Když kolem roku 1400 Maorové vyhubili orla Haastova, zbavili nestory kea jeho hlavního predátora. I přes to, že je kea zmiňován v Maorské tradici jen letmo, některé kmeny (hapu) nestora kea považovaly za svého ochránce (kaitiaki).

### Od lovu k ochraně
Když v 18. století začali Nový Zéland osidlovat Evropané, jejich pozornost nejdříve zaujal nestor kaka. Jelikož první evropští osadníci byli zaměřeni na obdělávání půdy v nížinách, nestor kea poměrně dlouho unikal jejich pozornosti. Když ovčí farmáři zabrali většinu půdy v nížinách, začali se ve 40. a 50. letech 19. století přesouvat i do vysokohorských oblastí. Tehdy začal vznikat konflikt farmářů s nestory kea.

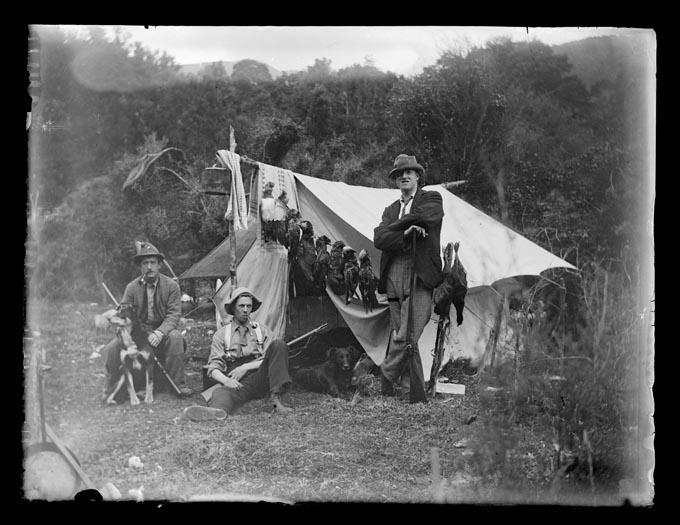
Tři muži před stanem v novozélandské buši s řadou ulovených místních ptáků, pravděpodobně nestory kea, kaka či holuby maorskými

Jelikož ovčí farmáři začali hlasitě prosazovat, že nestorové kea napadají jejich ovce a měli by být hubeni jako škůdci, novozélandská vláda pod jejich tlakem vypsala odměnu za každého zabitého ptáka. To vedlo v následujících přibližně 100 letech k zabití kolem 150 000 nestorů kea. Řada farem zaměstnávala profesionální lovce, kteří převážně v zimním období „chránili” ovčí stáda s puškami. Albie Collins, bývalý lovec z Mt Aspiring Station v Národním parku Mount Aspiring, vypověděl, že jedné noci dokázal zabít až 67 nestorů kea a až 400 kusů za zimní sezónu. V sedmdesátých letech 20. století byl počet zbývajících jedinců ve volné přírodě odhadnut na 5000. Novozélandská vláda proto v roce 1971 nejdříve zrušila odměnu za mrtvé nestory a v roce 1986 prohlásila papouška za chráněného. Kea je zařazen do „kategorie B” v seznamu ohrožených druhů, který sestavuje Ministerstvo památkové péče. Ochrana druhů v kategorii B je považována za důležitou, avšak ne tak urgentní jako ochrana druhů z „kategorie A”. Mezi lety 2000–2016 byl kea veden na Červeném seznamu ohrožených druhů jako zranitelný taxon. v roce 2017 byl jeho status aktualizován na ohrožený z důvodu rychlého úbytku populace.
I přes to, že je papoušek chráněn na místní i mezinárodní úrovni, občas stále dochází k jeho úmyslným odstřelům. Jeden z extrémních případů nastal v roce 1990 ve Fox Glacier, kde místní rezident zastřelil 33 jedinců.
V roce 2017 byl spuštěn občansko-vědní projekt s názvem „Databáze Kea” (anglicky Kea Database). Tato online databáze umožňuje zaznamenat pozorování nestorů kea. Databáze obsahuje jména a stručnou historii papoušků, které ochránci přírody popsali, pojmenovali a okroužkovali. Stačí si tak zapamatovat podobu kroužku na papouškově končetině a později si exemplář podle podoby kroužku vyhledat.

## Ohrožení

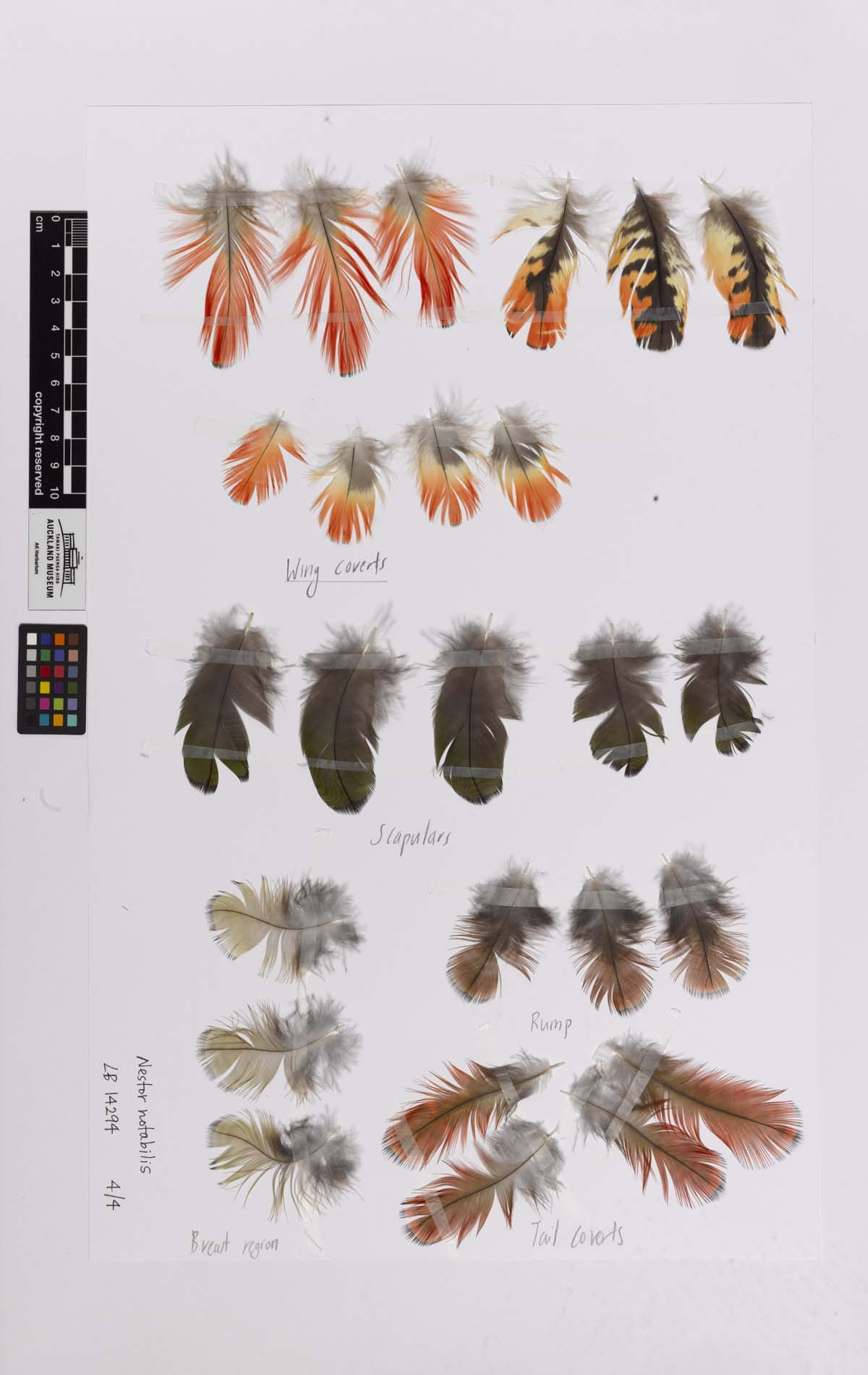
Ukázky peří nestora kea

Organizace Kea Conservation Trust identifikovala 9 oblastí, které aktuálně či potencionálně ohrožují populaci nestora kea:
1) Zavlečení predátoři
Na Novém Zélandu se přirozeně nevyskytují žádní suchozemští savci (až na netopýry), takže většina ptáků nemá vyvinuté instinkty, které by je ochránily před predací. K hlavním predátorům nestora patří lasice hranostaj a kusu liščí, kteří sdílí s nestory víceméně totožný biotop. Tito savci přitom nejedí jen vejce nestorů. V roce 2010 bylo na kameru zaznamenáno, jak kusu liščí napadá hnízda nestorů a kromě snědených vajec usmrtil a pozřel i samici, která na nich seděla. V oblastech, kde nedochází ke kontrole predátorů pastmi či pesticidem 1080, bývá napadeno až 60 % hnízd. V žírných letech, tzn. letech kdy se urodí násobně větší množství semen původních pabuků a než obyčejně, bývá vypleněno až 90 % hnízd.
2) Otrava olovem
Kea s oblibou oždibuje předměty, se kterými přijde do styku. Poměrně často se jedná o pozinkované dráty nebo části střech a aut, následkem čehož dochází u papouška k otravě olovem. V některých oblastech je množství otrav velmi vysoké. Např. v oblasti kolem Aoraki / Mount Cooku bylo otestováno 42 nestorů kea, z nichž každý měl v krvi zvýšenou hladinu olova. 32 jedinců ji mělo velmi vysokou. Každý nalezený mrtvý kea je poslán Masseyho univerzitě k pitvě. Z 15 ptáků zaslaných univerzitě mezi lety 1991–1997 byla jako příčina smrti určena otrava olovem u 9 z nich. K otravě může dojít i v zajetí – je znám případ úmrtí dvou jedinců nestora kaky po rozžvýkání pozinkované sítě voliéry.
3) Pozemní pasti na otravu savců
Pasti na kontrolu predátorů, které jsou hojně využívány v novozélandské buši, představují paradoxně hrozbu i nestorům kea. V září 2011 bylo na kameru zachyceno, jak se kea vloupal do pasti na hranostaje, aby se dostal k návnadě v podobě vejce. Kvůli vynalézavosti a vysoké inteligenci nestorů je značně problematické vyrábět a umisťovat pasti na predátory tak, aby byly bezpečné i pro nestory kea, které mají v první řadě chránit. Kea Conservation Trust proto alespoň doporučuje, aby tyto pasti vypadaly nenápadně, aby se nejdříve umístily do terénu bez návnady a kea měl tak možnosti je nejdříve prozkoumat, a aby nefungovaly na principu řešení a odměny, protože to je mechanismus, který nestora přiláká zpět.
4) Otrava po požití jedu 1080
Pesticid 1080 je na Novém Zélandu hojně používán k plošné kontrole predátorů – savců zavlečených lidmi. Tento jed je v podobě granulí shazován z vrtulníků na předem určená místa. Jsou známy případy úmrtí nestorů kea po aplikaci tohoto jedu.. Aplikace jedu a následné snížení množství predátorů však výrazně zvyšuje hnízdní úspěšnost keů . Nicméně i tak se vědci snaží najít způsoby, jak nestory kea od požírání pelet s jedem odradit – ať už s použitím barev či různých repelentů.
5) Ptačí nemoci
Mezi nemoci, které by mohly ohrozit populaci nestorů, patří zejména virové infekce způsobené polyomaviry (APV/BFD) nebo Virem Západního Nilu (anglicky West Nile Virus, WNV). Nicméně když bylo 70 odchycených jedinců testováno na polyomavirus BFDV, všechny testy byly negativní.
6) Klimatické změny
Postupný nárůst teplot s sebou přináší změnu biotopu nestora, což má negativní vliv na jeho populaci. Jedná se např. o ústup ledovců, které jsou součástí přirozeného prostředí papouška, a zejména pak o zvyšující se frekvenci žírných roků. Během žírných let lesy urodí násobné množství semen, které jsou primární potravou pro hlodavce. Ti se v žírných letech přemnoží a v důsledku toho se pak přemnoží i hranostajové, kteří se hlodavci živí. Přemnožení predátoři mají na populaci nestorů drastický dopad.

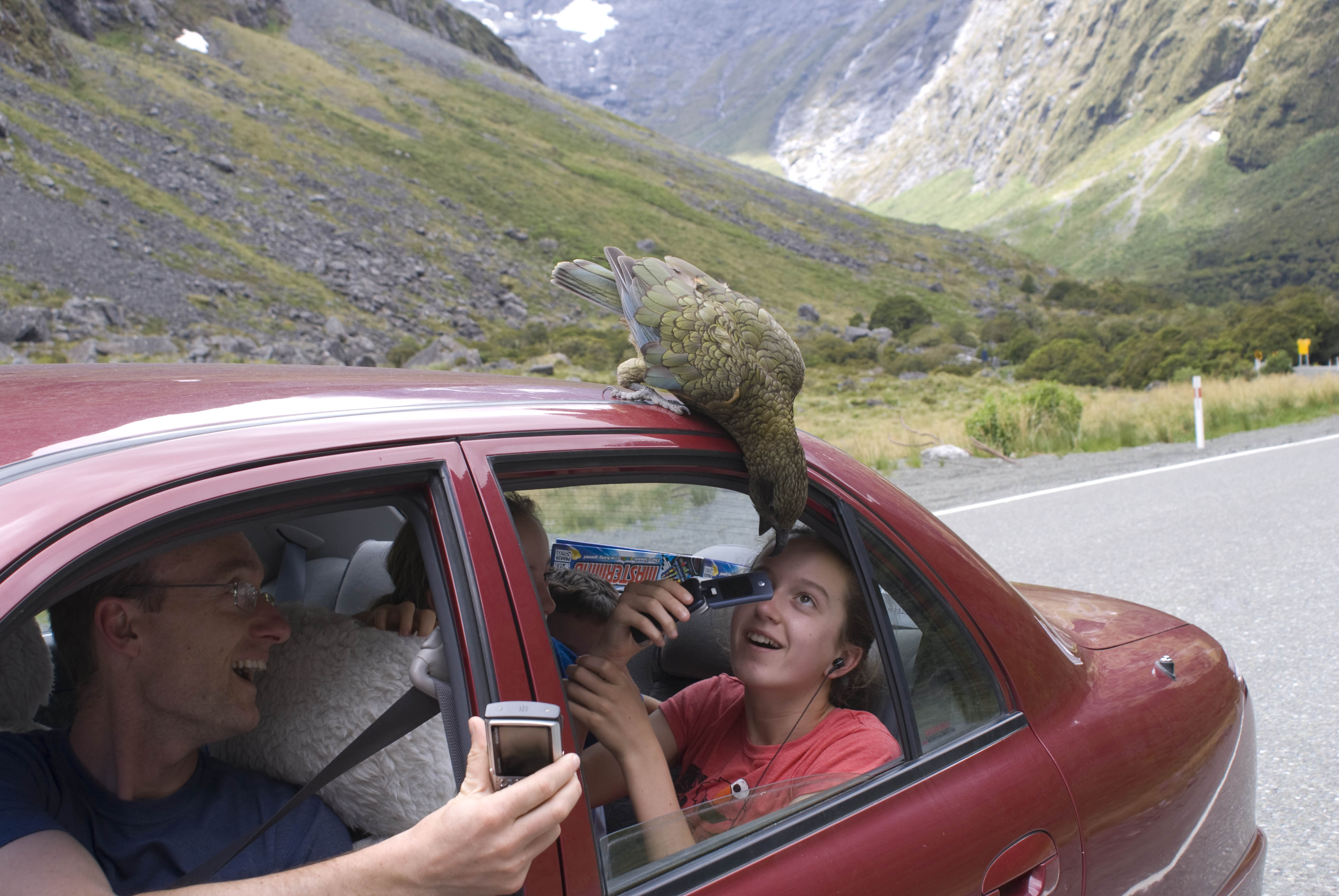
Kea představuje pro turisty zábavnou atrakci

7) Nehody spojené s lidskou aktivitou
Další hrozbou pro nestora kea jsou střety s auty. V místech, kde v minulosti došlo k těmto střetům, umístil Novozélandský dopravní podnik elektronická značení vybízející řidiče ke zvýšené pozornosti a zpomalení vozidla.
8) Legální či ilegální odchyt problematických jedinců
Není výjimkou, když nestor způsobí škody na majetku. To se stává zejména vysokohorským farmářům, kteří zaznamenávají zranění na hospodářských zvířatech a škody na domech a farmářských zařízeních. I když je farmářům občas uděleno povolení na odstřel nestorů, existuje řada podezření, že farmáři hubí nestory i bez povolení.
9) Ilegální obchod
I když to není časté, nestoři byli v minulosti předmětem pašeráctví. Např. roce 1990 byl na letišti v Christchurchi zadržen pašerák na cestě do Singapuru se dvěma kufry zdrogovaných nestorů napěchovaných do plastových trubek. V roce 2012 byl navýšen trest za pašeráctví na 5 let odnětí svobody a pokutu 300 000 NZD.

## Chov

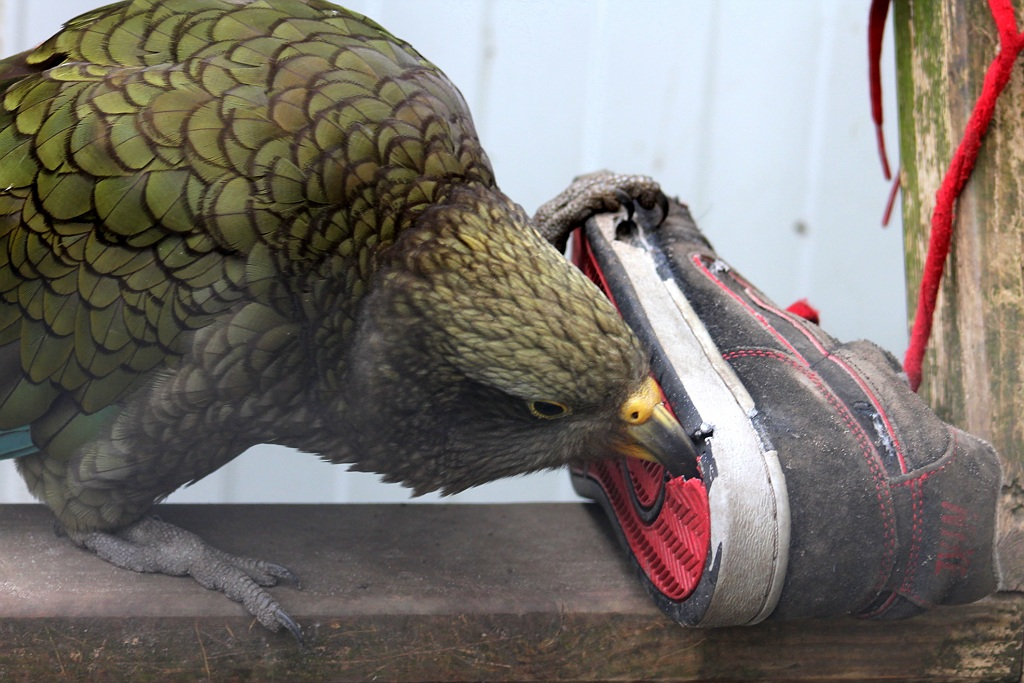
Kea okusující podrážku boty v nizozemské Zoo Veldhoven

Od počátku 60. let 20. století byl nestor kea chován v zajetí, avšak první odchovy byly jen sporadicky nebo vůbec dokumentovány. Mezi lety 1961–1985 došlo k legálnímu exportu 242 jedinců, kteří dali základ mezinárodnímu chovu. I když původ těchto jedinců není doložen, dá se předpokládat, že se jednalo o odchyty z divoké přírody.
Na Novém Zélandu je chov papouška kea přísně regulován. K chovu nestorů je potřeba zvláštní povolení, které se vydává na pět let. K roku 2013 se v zajetí na Novém Zélandu chovalo přes 60 jedinců ve 20 různých zařízeních.
Mimo Nový Zéland je nestor kea chován v množství zoologických zahrad i v soukromých voliérách. V rámci Česka se jedná o Zoo Brno, Zoo Liberec, Zoo Plzeň, Zoo Praha, Zoo Zlín a Zoo Na Hrádečku. Odchov mláďat se podařil např. v liberecké či pražské zoo. V Praze je nestor kea k vidění u Rákosova pavilonu v dolní části zoo v rámci voliéry představující Nový Zéland.

## Odkazy v kultuře

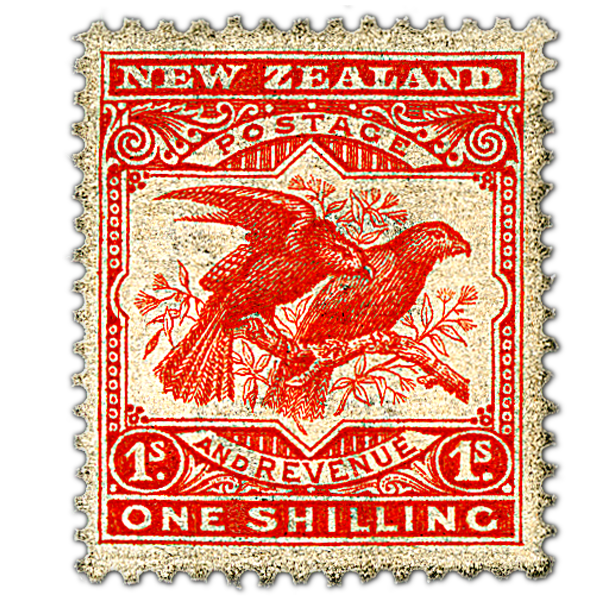
Kea (vlevo) s nestorem kakou na známce z roku 1907